# Ястребы (Псковская область)
Ястребы — деревня в Бережанской волости Островского района Псковской области.
До 1999 года деревня входила в состав ныне упразднённой Пальцевской волости с центром в д. Федосино.
Расположена в 27 км к юго-западу от центра города Остров и в 7 км к северо-западу от деревни Федосино. Восточнее находится деревня Пузыркино, западнее протекает река Кухва.

## Население
| 2001 | 2002 | 2010 |
| ---- | ---- | ---- |
| 4    | ↘3   | ↘0   |